# Autobahn Verbindungsspange Rothneusiedl
De Autobahn Verbindungsspange Rothneusiedl (A24) is een geplande autosnelweg in Oostenrijk, in het bondsland Wenen. De weg zal het knooppunt Hanssonkurve met de Wiener Südosttangente A23 gaan verbinden met het het geplande knooppunt Rothneusiedl met de autoweg S1 Wiener Außenring Schnellstraße. De geraamde kosten voor de aanleg van deze snelweg bedragen meer dan honderd miljoen euro per kilometer, waarmee deze zeer korte snelweg (2,75 kilometer) ook de allerduurste is in Oostenrijk.

## Besluitvorming
Tijdens de 142e zitting van de Nationalrat van Oostenrijk op 29 maart 2006 werd uiteindelijk besloten om de A24 in het bestaande wegenplan op te nemen. Op 21 april van dat jaar stemde ook de Bundesrat met dit plan in.
In 2007 werd besloten om de aanleg van de A24 voor onbepaalde tijd uit te stellen, voornamelijk vanwege de relatief hoge kosten.
Autobahnen: A1 · A2 · A3 · A4 · A5 · A6 · A7 · A8 · A9 · A10 · A11 · A12 · A13 · A14 · A21 · A22 · A23 · A24 · A25 · A26
Schnellstraßen: S1 · S2 · S3 · S4 · S5 · S6 · S7 · S8 · S10 · S16 · S18 · S31 · S33 · S34 · S35 · S36 · S37